# Fußball-Asienmeisterschaft 2027
Die 19. Fußball-Asienmeisterschaft (offiziell: 2027 AFC Asian Cup) soll vom 7. Januar bis zum 5. Februar 2027 in Saudi-Arabien ausgetragen werden. Falls der Modus unverändert bleibt, werden wie seit 2019 üblich 24 Mannschaften an der Endrunde teilnehmen. In dem Fall würde zunächst in einer Gruppenphase in sechs Gruppen zu je vier Mannschaften und danach ab dem Achtelfinale im K.-o.-System gespielt werden.

## Vergabe
Um den Gastgebern der Asienmeisterschaft in Zukunft mehr Vorbereitungszeit zu geben, beschloss die AFC im Dezember 2019 die Vergabe zukünftig früher als bis dato üblich bekanntzugeben. Die letzten drei Austragungen wurden jeweils etwa vier Jahre im Voraus vergeben. Die Frist für die Interessenbekundung wurde aufgrund der Corona-Pandemie von Ende März auf Ende Juni 2020 verlegt. Bis zum Stichtag reichten die fünf nationalen Fußballverbände aus Indien, dem Iran, Katar, Saudi-Arabien und Usbekistan die entsprechenden Unterlagen ein. Bis auf Usbekistan reichten die anderen vier Verbände bis Ende Dezember 2020 auch die vollständigen Bewerbungsunterlagen ein, die die AFC auch zum ersten Mal veröffentlichte. Zwei der vier Bewerber waren zuvor schon je zweimal Gastgeber der Endrunde gewesen (der Iran 1968 sowie 1976 und Katar 1988 sowie 2011). Für die anderen beiden wäre es die erstmalige Austragung des Turniers.
In der indischen Bewerbung wurden jeweils ein Stadion in Ahmedabad, Bhubaneswar, Guwahati, Hyderabad, Kalkutta, Kochi, Margao, Navi Mumbai, Neu-Delhi, Panvel, Pune und Thiruvananthapuram als Spielorte genannt. In Panvel war ein Neubau geplant, während in den anderen Städten bereits bestehende Stadien genutzt werden sollten. Im Iran sind bestehende Stadien in Ahvaz, Isfahan, Karadsch, Kerman, Kisch, Maschhad, Täbris und Teheran als Spielorte vorgesehen. Für Ahvaz, Isfahan, Kerman, Maschhad und Teheran wurden dabei jeweils zwei Stadien genannt. Für Katar, wo durch die Austragung der Weltmeisterschaft 2022 bereits ausreichend Stadien zur Verfügung standen, wurden al-Chaur, ar-Rayyan, al-Wakra, Doha und Lusail als Spielorte genannt. In ar-Rayyan befanden sich vier Stadien, in Doha drei und in den anderen jeweils eins.
Die Bekanntgabe des Gastgebers war zunächst für den 27. November 2021 vorgesehen, sie musste aber mehrfach zunächst auf 2022 und später auf Februar 2023 verschoben werden. Nachdem Katar zum neuen Gastgeber der Asienmeisterschaft 2024 bestimmt wurde, zogen sich im Oktober 2022 der Iran und im Dezember 2022 auch Indien zurück. Am 1. Februar 2023 vergab die AFC die Austragung 2027 an Saudi-Arabien.

## Spielorte
In ihrer Bewerbung führte der saudi-arabische Fußballverband SAFF acht Stadien in den Städten Riad, Dschidda und Dammam als mögliche Spielorte auf. Fünf Stadien befinden sich in Riad, zwei in Dschidda und eins in Dammam. In Riad sind zwei Neubauten und in Dammam ein Neubau vorgesehen. Das King Fahd Stadium war bereits Austragungsort des König-Fahd-Pokals 1992 und 1995 sowie des Confed Cups 1997. Dort soll auch das Endspiel stattfinden.
Am 7. Januar 2025, genau zwei Jahre vor dem Turnier, wurden in der malaysischen Hauptstadt Kuala Lumpur die Spielstätten für 2027 bekanntgegeben. Statt des Dammam Stadium in Dammam wurde in Khobar das geplante Aramco Stadium ausgewählt. Die beiden vorausgewählten Stadien in Dschidda werden, wie vorgesehen, Spielorte sein. In Riad wurden drei Stadien (Prince Faisal bin Fahd Stadium, Riyadh New Stadium und Qiddiya Stadium) zum Bewerbungsbuch geändert.
| Dschidda                                            | Dschidda                                            | Khobar                                    | Riad                                                        |
| --------------------------------------------------- | --------------------------------------------------- | ----------------------------------------- | ----------------------------------------------------------- |
| King Abdullah Sports City Stadium Kapazität: 60.000 | Prince Abdullah Al-Faisal Stadium Kapazität: 25.000 | Aramco Stadium Kapazität: 45.000 (Neubau) | King Fahd Stadium Kapazität: 70.000                         |
| King Abdullah Sports City Stadium                   | Prince Abdullah Al-Faisal Stadium                   |                                           | King Fahd International Stadium                             |
| Riad                                                |                                                     |                                           |                                                             |
| Al-Mamlaka-Arena Kapazität: 26.000                  | KSU Stadium Kapazität: 25.000                       | Al-Shabab Club Stadium Kapazität: 14.000  | Imam Mohammad Ibn Saud University Stadium Kapazität: 21.000 |
|                                                     | KSU Stadium                                         |                                           |                                                             |

## Qualifikation

Qualifiziert
Kann sich noch qualifizieren
Nicht qualifiziert

Wie bei den letzten beiden Turnieren werden sich außer dem Gastgeber keine weiteren Mannschaften direkt qualifizieren. Die Qualifikation wird in vier Runden stattfinden, wovon die ersten beiden auch gleichzeitig die ersten beiden Runden der Qualifikation zur Fußball-Weltmeisterschaft 2026 darstellen. Aufgrund dieser Zusammenlegung wird der Gastgeber der Asienmeisterschaft 2027, Saudi-Arabien, auch an der Qualifikation teilnehmen. Es werden voraussichtlich alle 47 Mitglieder der AFC an der Qualifikation teilnehmen. Da die Nördlichen Marianen allerdings kein FIFA-Mitglied sind, nimmt die Mannschaft nicht an den ersten beiden Runden teil, sondern steigt erst in der Play-off-Runde ein.
Die 20 niedrigstplatzierten Mannschaften in der FIFA-Weltrangliste vom 20. Juli 2023 starten in der ersten Runde, die im Oktober 2023 im K.-o.-System mit Hin- und Rückspiel ausgetragen wird. Die zehn Sieger sowie die restlichen 26 Mannschaften werden für die zweite Runde in neun Vierergruppen gelost. Die Auslosung findet gleichzeitig mit der ersten Runde statt. Die zweite Runde wird von November 2023 bis Juni 2024 im Doppelrundenformat ausgetragen. Die neun Gruppensieger und die neun Gruppenzweiten qualifizieren sich direkt für die Endrunde der Asienmeisterschaft 2027.
Die restlichen 18 Mannschaften der zweiten Runde qualifizieren sich zusammen mit dem besten Verlierer der ersten Runde gleich für die dritte Runde. Die anderen neun Verlierer der ersten Runde spielen in der Play-off-Runde im September 2024 zusammen mit den Nördlichen Marianen um fünf weitere Plätze in der dritten Runde. In dieser werden sechs Vierergruppen gebildet, die von März 2025 bis März 2026 im Doppelrundenformat ausgespielt werden. Die sechs Gruppensieger qualifizieren sich für die Endrunde 2027.

## Teilnehmer
Für das Turnier haben sich bisher die folgenden Länder qualifiziert: 
| - Australien - Bahrain - China - Indonesien - Irak - Iran - Japan - Jordanien - Katar | - Kirgisistan - Kuwait - Nordkorea - Oman - Palästina - Saudi-Arabien (Gastgeber) - Südkorea - Usbekistan - Ver. Arab. Emirate |